# George Platt Lynes
George Platt Lynes (East Orange, 15 aprile 1907 – New York, 6 dicembre 1955) è stato un fotografo statunitense.

## Biografia

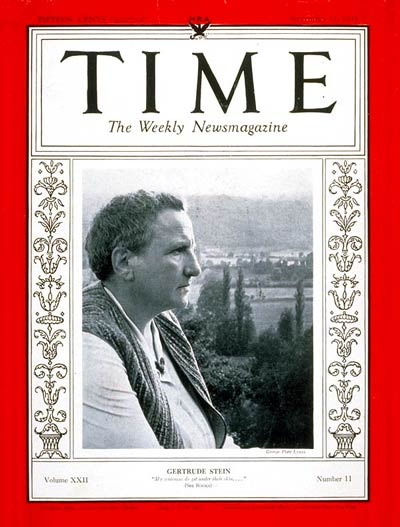
Gertrude Stein fotografata da George Platt Lynes per Time nel 1933

George Platt Lynes nacque ad East Orange, figlio di Adelaide Sparkman e Joseph Russell Lynes e fratello maggiore dello storico dell'arte Russell Lynes. Frequentò le scuole superiori in Massachusetts, dove fu compagno di classe di Lincoln Kirstein, e nel 1925 si trasferì a Parigi, dove entrò nel circolo di Gertrude Stein. Nel 1926 si inscrisse a Yale, ma abbandonò gli studi dopo un anno per trasferirsi a New York. Dopo aver aperto un negozio di libri ad Englewood nel 1927, nel 1928 tornò a Parigi e girò per l'Europa insieme a Glenway Wescott e Monroe Wheeler. In questo periodo strinse una profonda amicizia con Jean Cocteau e Julien Levy, che avrebbe poi esposto le sue fotografie a New York nel 1932.
Successivamente le sue fotografie cominciarono ad essere commissionate da Harper's Bazaar, Town & Country e Vogue, per cui fotografò Lisa Fonssagrives, la prima supermodella. Nel 1935 gli fu chiesto di documentare gli allestimenti dell'American Ballet, la compagnia di danza diretta dal suo compagno di studi Kirstein e George Balanchine. Dagli anni trenta Lynes cominciò a scattare fotografie di natura omoerotica e nudi maschili, anche se questo tipo di produzione rimase per lo più privata finché Lynes fu in vita. Numerosi accademici hanno segnalato l'importanza di Lynes nella storia dello sviluppo del nudo maschile in fotografia e la sua opera ha influenzato il lavoro di Robert Mapplethorpe e Herb Ritts.

### Vita privata
Apertamente omosessuale, George Platt Lynes ebbe una lunga relazione con Monroe Wheeler e Glenway Wescott.
Malato di cancro ai polmoni, morì a New York nel 1955 dopo un ultimo viaggio in Europa.